# Tetraodon mbu
 (décembre 2016).
Améliorez-le ou discutez des points à vérifier. 
Espèce
Synonymes
- Arothron mbu[1]
- Tetrodon mbu Boulenger, 1899[1]

Statut de conservation UICN

 LC  : Préoccupation mineure
Tetraodon mbu, communément appelé Mbu ou M'bu[réf. nécessaire], est une espèce de poissons de la famille des Tetraodontidae.

## Répartition
Tetraodon mbu se rencontre dans le bassin du fleuve Congo et dans le lac Tanganyika.

## Description
Tetraodon mbu peut mesurer jusqu'à 67 cm de longueur totale.
Comme tous les Tetraodontidae, il présente des yeux mobiles sur les côtés. Ses couleurs sont le brun et le jaune marbré sur le dos, et le jaune sur le ventre. Ses nageoires pectorales sont arrondies et font penser à un mouvement d'ailes lorsqu'il les bouge. Sa nageoire dorsale est très en arrière, de petite taille et juste au-dessus de l'anale. Sa nageoire pectorale est lignée de jaune et brun, et est très développée.

## Alimentation
Dans son milieu naturel, il semble qu'il se nourrisse principalement d'escargots et d'autres mollusques.

## Aquariophilie
Compte-tenu de la grande taille que peut atteindre cette espèce, un bac de 750 L est un minimum pour un seul spécimen, et un bac de 2 000 L pour deux spécimens. Tetraodon mbu est agressif envers les autres membres de son espèce, et est dit agressif envers les autres poissons du bac[réf. nécessaire]. Des incidents se produisent parfois lorsqu'un autre poisson s'interpose entre lui et sa nourriture. Par prudence, il ne faut donc pas mettre de trop petits poissons en sa présence, ni d'autres poissons à tendance agressive. De même que l'on évitera d'élever dans le même bas des crevettes ou des crabes qui sont ses proies en milieu naturel.
En aquarium, Tetraodon mbu sera alimenté de crevettes ou de moules. Tetraodon mbu est particulièrement vorace : un individu de 15 cm se nourrit de plus ou moins trois à quatre moules tous les deux jours. Lorsque celui-ci est repu, son ventre prend la forme des moules qu'il a avalées pour la plupart en entier.
En vieillissant, Tetraodon mbu peut présenter une excroissance au niveau des dents si rien n'est à sa disposition pour en limiter la croissance. Le mieux est de lui fournir des pierres à ronger ou lui donner des moules entières avec la coquille. Dans les cas extrêmes, une visite chez un vétérinaire pourra s'avérer nécessaire.
Tetraodon mbu semble développer de bons rapports sociaux avec la personne qui s'en occupe le plus[réf. nécessaire]. Il va jusqu'à se laisser caresser par cette personne, jouer avec elle le long de la vitre, mais certains individu finissent par refuser de se faire nourrir par une autre personne, et peuvent aller jusqu'à se laisser mourir de faim. Il faut donc l'habituer très tôt à être alimenter par deux personnes au minimum .

## Au zoo
- L'Aquarium du palais de la Porte Dorée détient au moins un spécimen de Tetraodon mbu présenté au public. Il est maintenu dans une grande cuve « type spécifique lac Tanganyika », en compagnie de plusieurs autres espèces (Cyprichromis, Tropheus, Julidochromis).
- Le zoo de Bâle en Suisse détient au moins un spécimen.

## Étymologie
Son épithète spécifique, mbu, reprend le nom vernaculaire donné à cette espèce dans l'ancienne province de l'Ubangi en République démocratique du Congo.

## Galerie

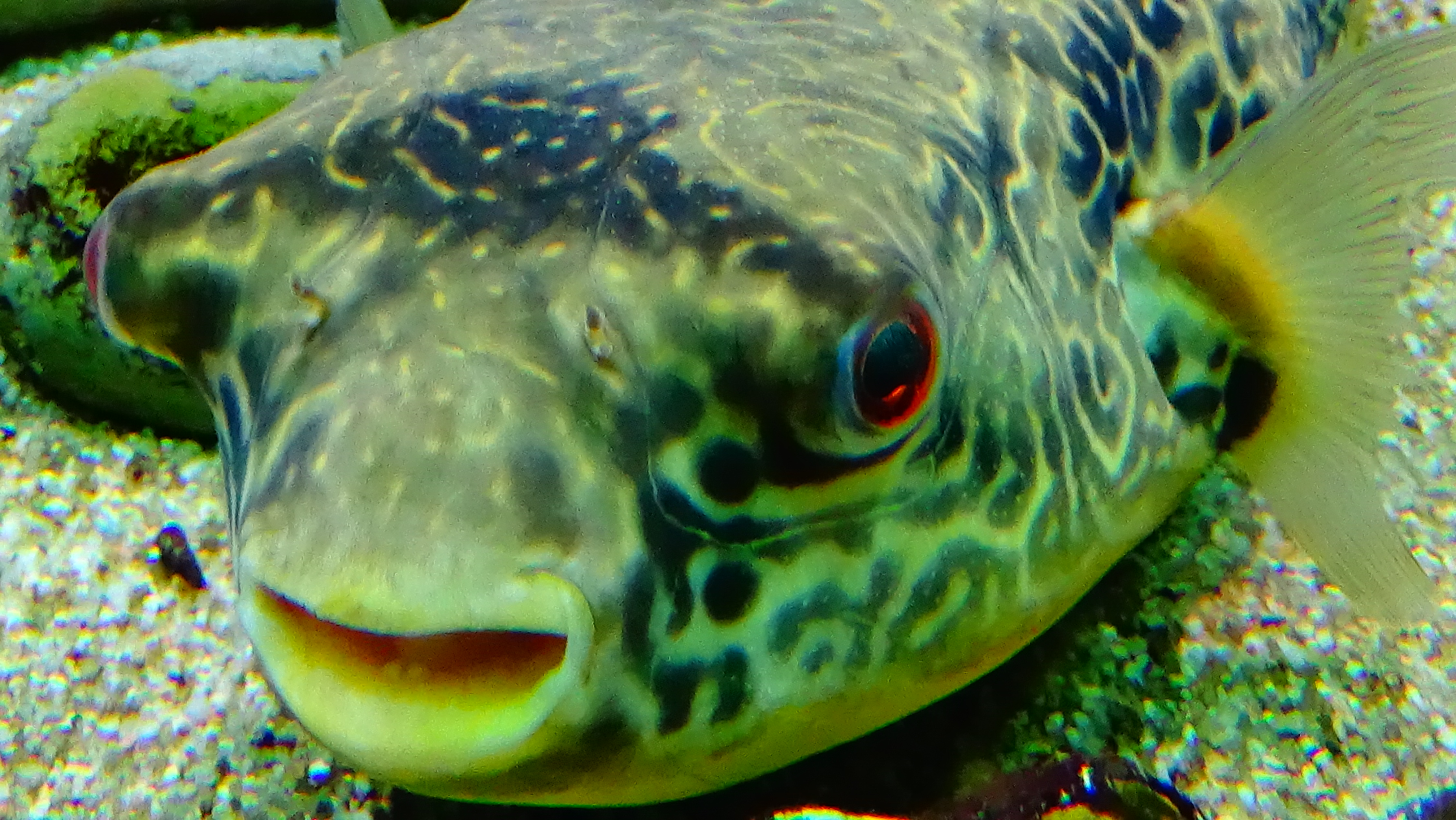
Spécimen à l'aquarium du palais de la Porte Dorée.
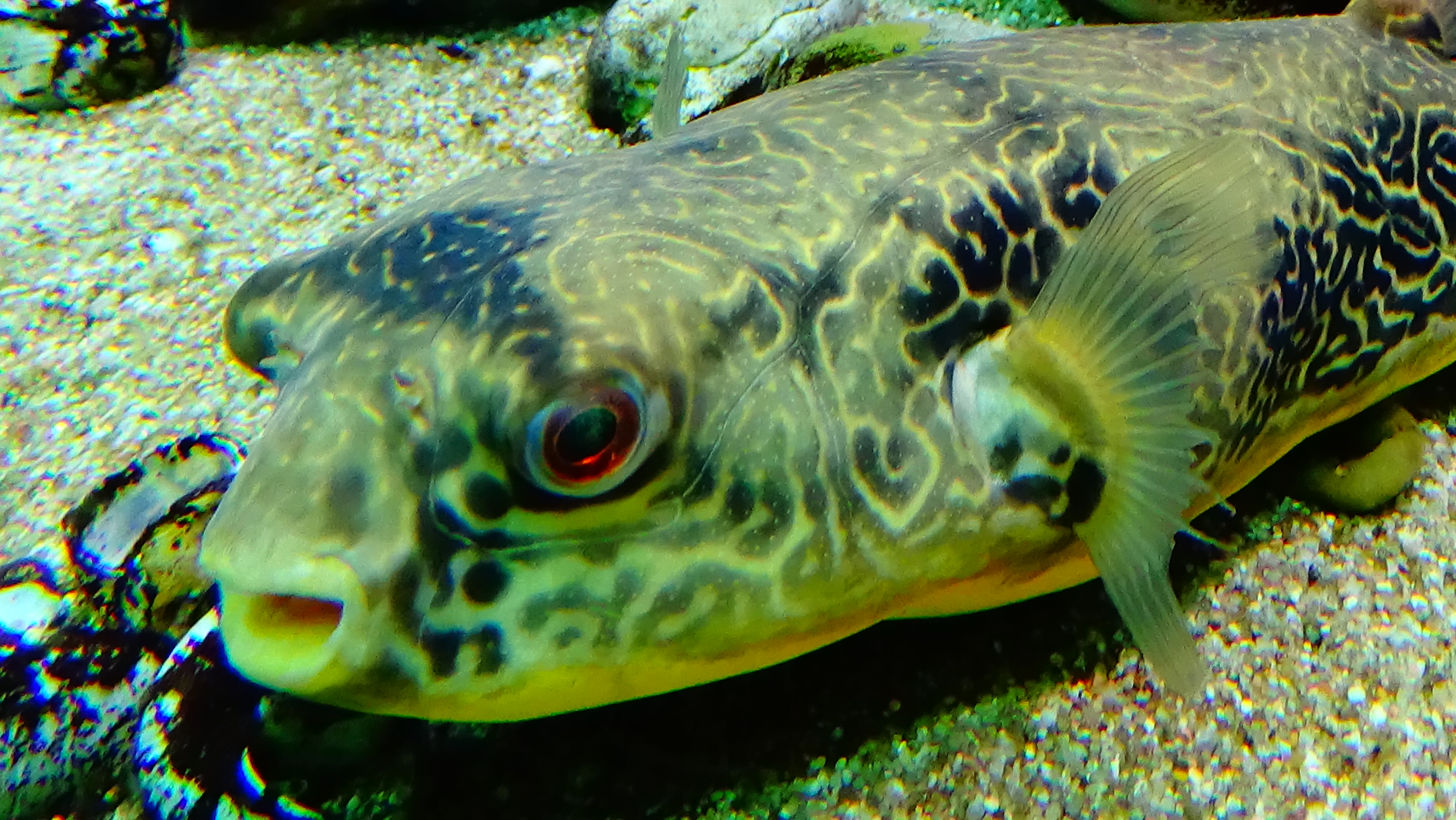
Aquarium du palais de la Porte Dorée.
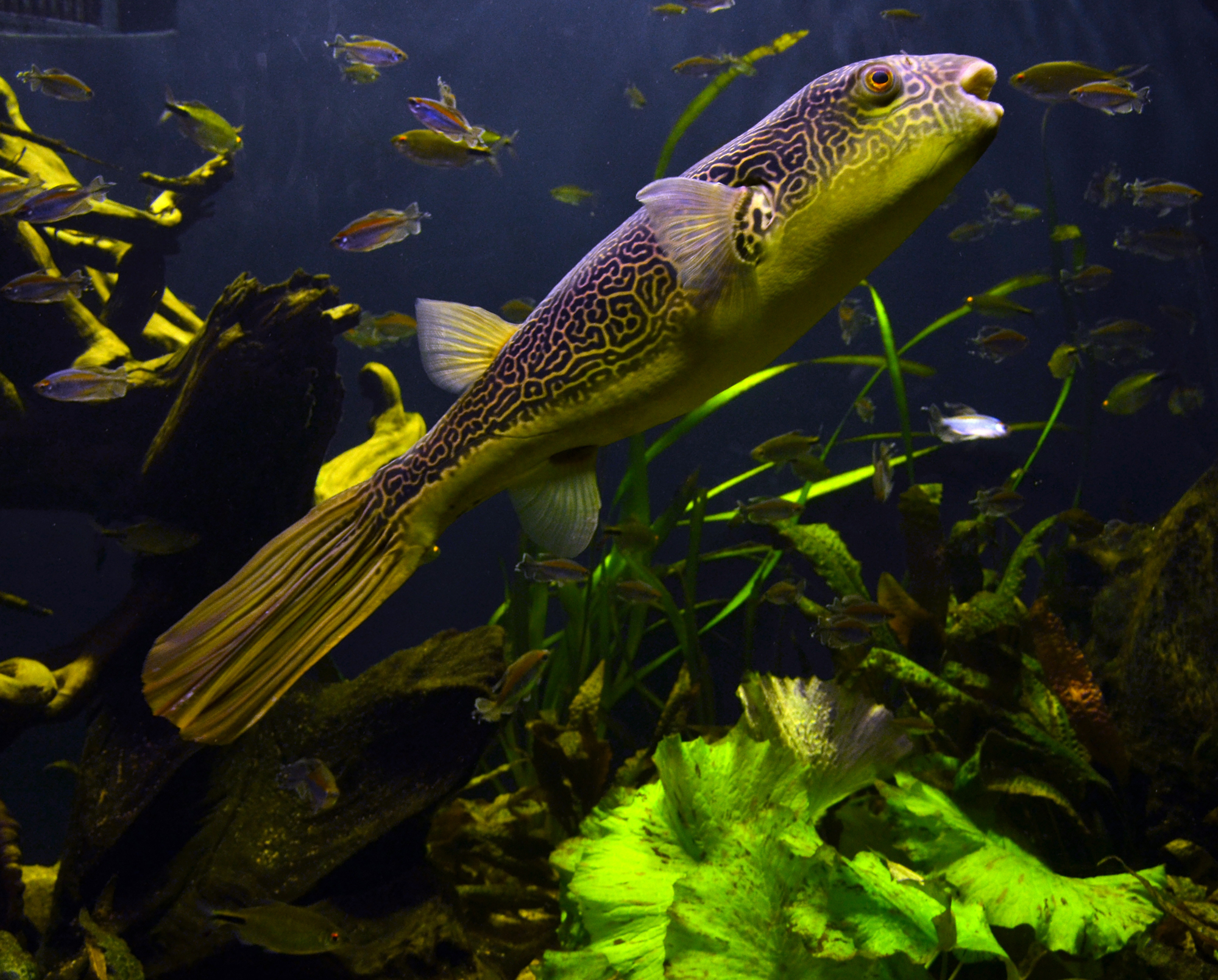
Spécimen au zoo de Bâle.
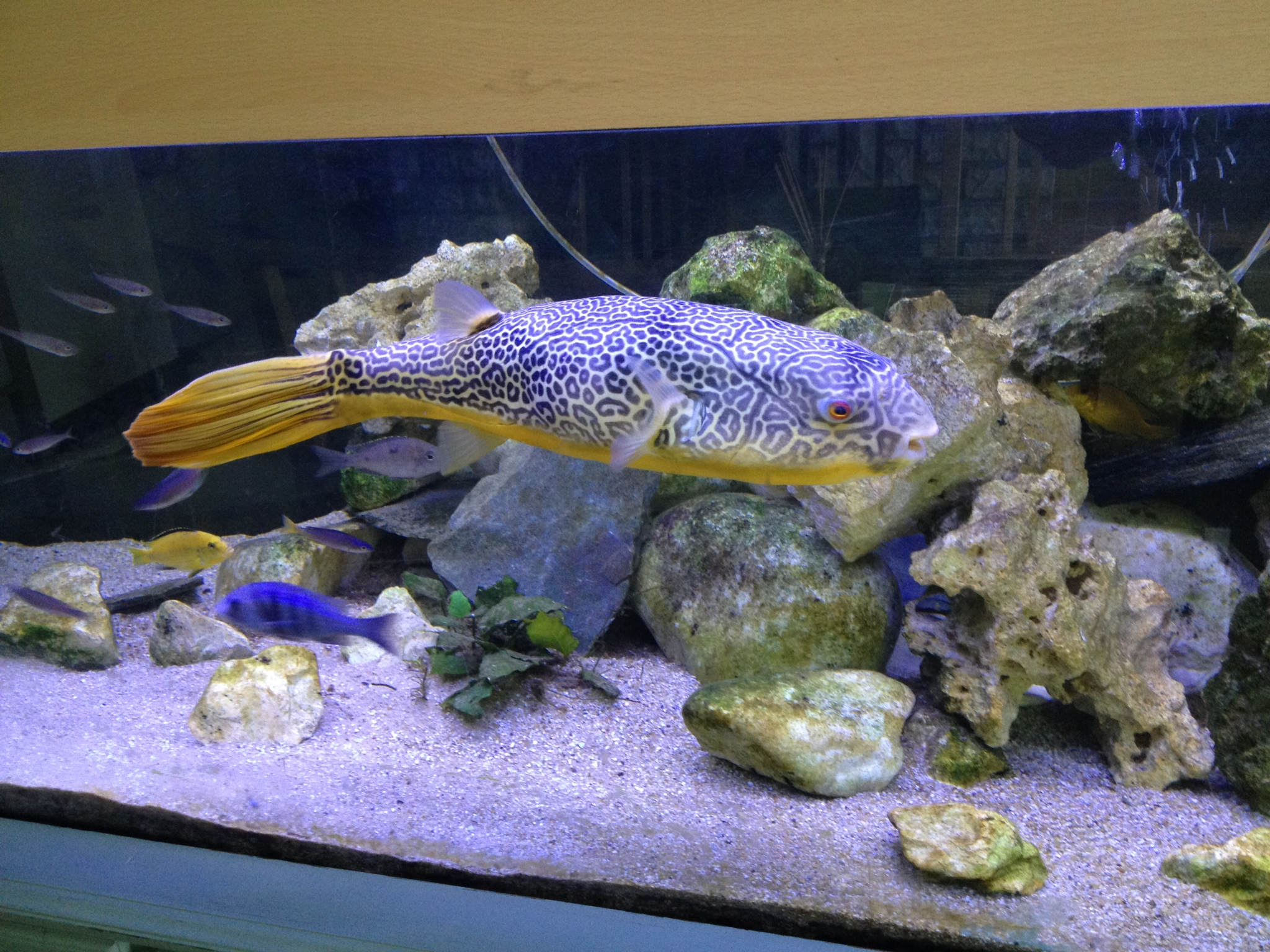
Spécimen dans un bac chez un particulier
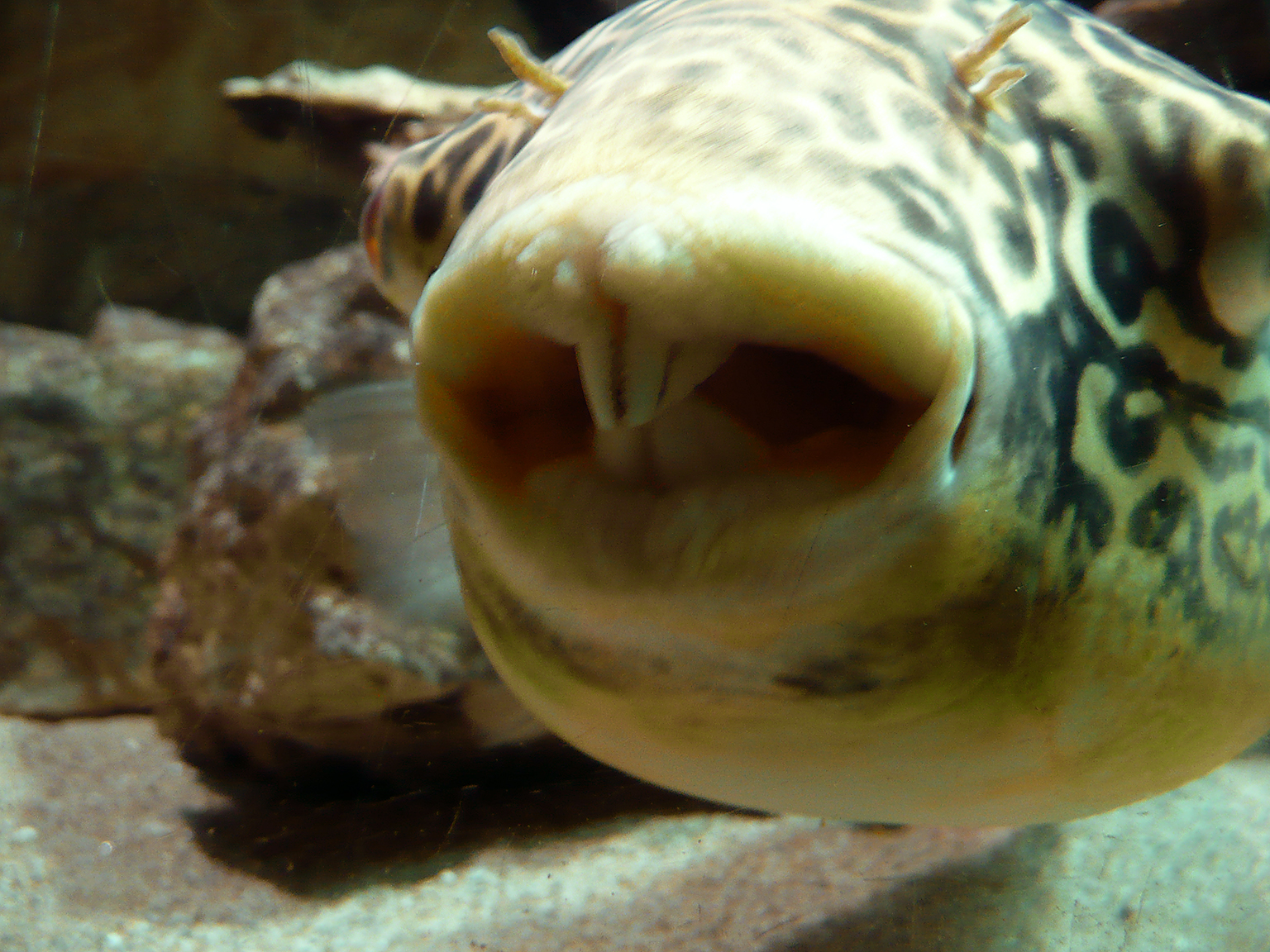
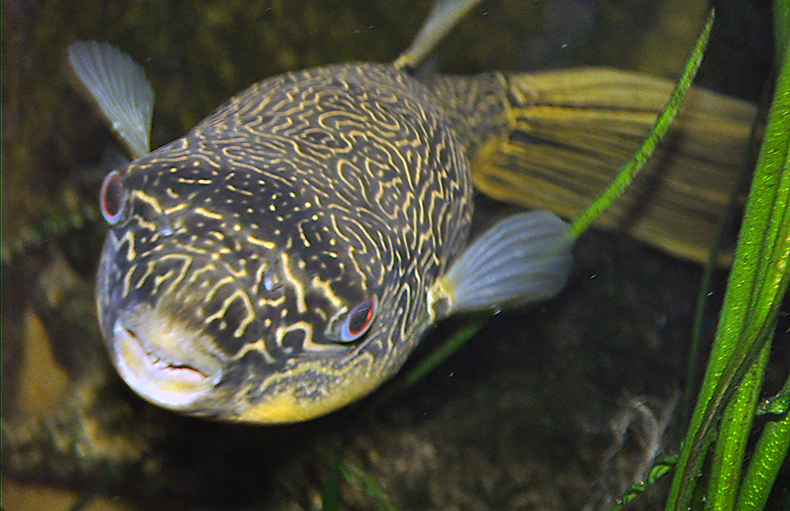
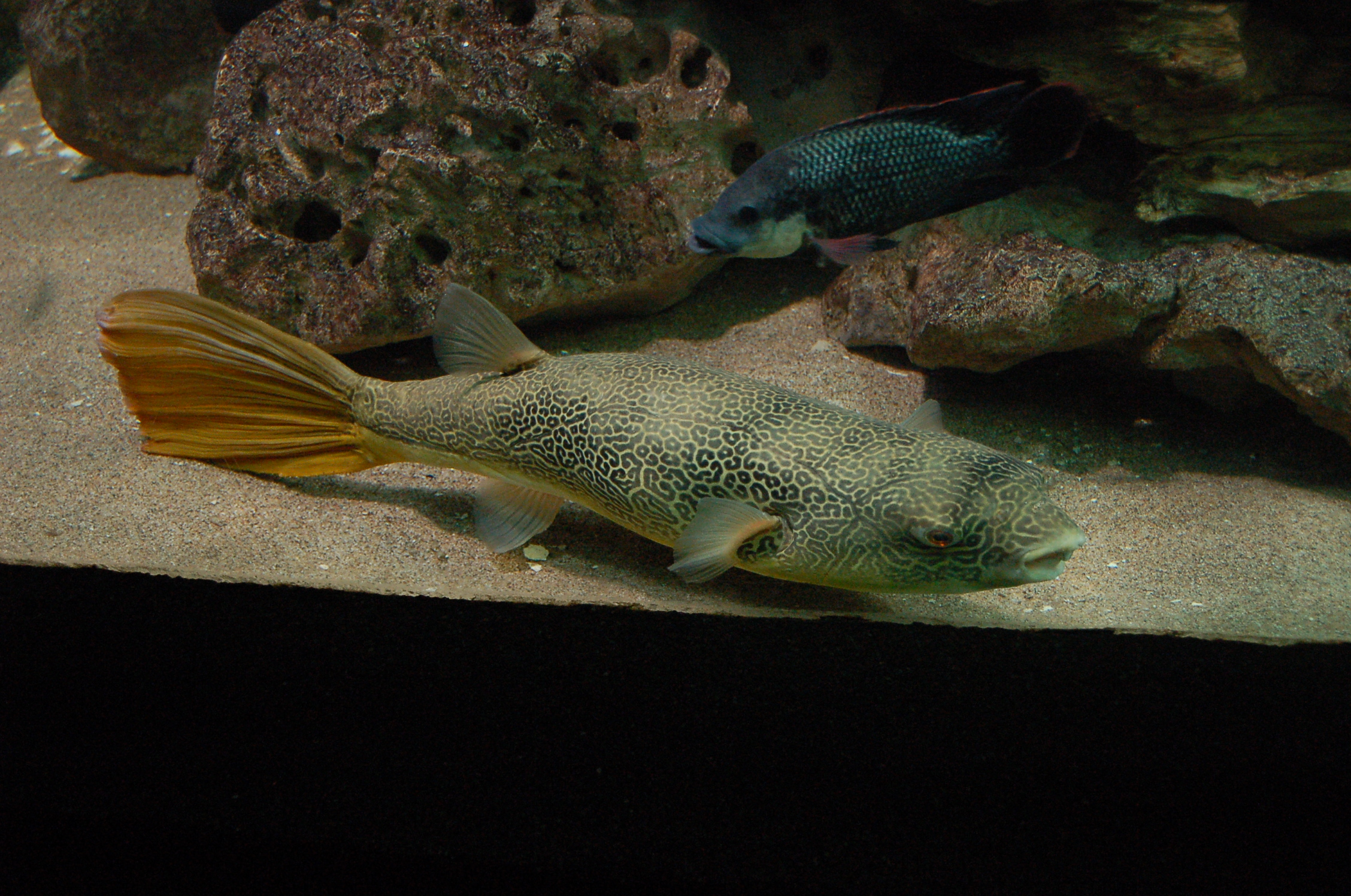
Aquarium du palais de la Porte Dorée.